# Heilige Familieziekenhuis
Het Heilige Familieziekenhuis was tussen 1937 en 1952 een heelkundig ziekenhuis te Menen in West-Vlaanderen. Het werd opgericht door de zwartzusters Bethel van Brugge, die vanaf 1864 zieken verzorgden in de stad. De plek waar het ziekenhuis stond kreeg na sloop in 1980 een andere bebouwing waarin het administratief centrum van het Ministerie van Financiën werd gevestigd. Sinds 2020 herbergt Grote Markt 10 het eerstelijnsgezondheidszorgcentrum De Piramide.

## Geschiedenis

### De Zwarte Zusters te Menen
De zwarte zusters kwamen vanuit Brugge naar Menen op 6 november 1864. Op 2 mei 1865 keurde het stadsbestuur van Menen de stichting goed van het tweede dochterklooster van de zwarte zusters van Brugge, toegewijd aan de Heilige Familie. De zusters vonden een onderkomen in een woning, Rijselstraat 64, dat ze omvormden tot klooster met kapel. Op 30 mei 1871 werd de kapel ingewijd werd door Johan Joseph Faict, bisschop van Brugge. Ter ere van deze wijding maakte Guido Gezelle een gelegenheidsgedicht. Sinds 2009 is er een parfumerie gevestigd.
De zusters kwamen naar Menen om er zieken te verzorgen. In 1865 brak een cholera-epidemie uit. De Zwarte Zusters verzorgden de slachtoffers uit de stad Menen en bredere omgeving. Ze verzorgden de zieken aan huis.

### Heilige Familieziekenhuis
In 1937 verkocht de orde het huis in de Rijselstraat. De zusters namen hun intrek in een groot herenhuis op de Groentemarkt, die later Grote Markt zou gaan heten. Het huis werd ingericht als kliniek: het Heilige Familieziekenhuis. Daarnaast bleven de zusters ook behoeftige mensen aan huis verzorgen.
De kliniek bood onder meer heel- en verloskunde, interne geneeskunde en radiografie. Omdat er maar plaats was voor een 20-tal patiënten, en uitbreiding en modernisering niet mogelijk, besloten de zusters het ziekenhuis in 1952 te sluiten. De twee functionerende dokters  te weten Dr. Roussel ( verloskunde/chirurg) en Dr. Franz Rosseel ( interne geneeskunde en radiografie) verhuizen naar het St Janshospitaal te Wervik. Dit hospitaal stond onder de voogdij van deze kloosterorde, de Zwarte zusters.  

### Rustoord
Op 4 september 1952 keerden de Zwarte Zusters terug naar Brugge. In hun plaats kwamen de Zusters van de Bermhertigheid Jesu uit Sint-Michiels, die van het ziekenhuis een rustoord maakten. In 1964 werd hun plaats ingenomen door de zusters Paulinen, die een klooster hadden in de Ieperstraat. Het rustoord bleef bestaan tot in 1972. Het nabijgelegen Sint-Aloysiuscollege verkreeg door schenking het vrijgekomen pand. Na de aankoop van het naburige bezit van de erfgenamen van Joseph Dequinnemar dacht het college aan een uitbreiding van de schoolgebouwen, maar dat ging uiteindelijk niet door.
Het gebouw werd in die tijd ook wel de oude dekenij genoemd. Deken Omer Vroman (1879-1963) had er een aantal jaren zijn intrek.

## Administratief centrum
In 1980 kocht de Belgische Staat 24 à 92 centiare grond met erop de gebouwen gelegen op de Meense Grote Markt nummers 9, 10, 11 en 12. De aankoop geschiedde met het oog op de oprichting van een administratief centrum, waarin de fiscale dienst en het vredegerecht zouden worden ondergebracht. In 1984 gingen de bestaande gebouwen tegen de grond en in de plaats er van kwam het Administratief Centrum, waarbij de voorgevels in de oorspronkelijke stijl herbouwd werden. De officiële opening van het centrum vond plaats op 27 november 1987.
In 2004 verlieten een aantal diensten van het Ministerie van Financiën – de btw-diensten en het kadaster - het Administratief Centrum. De vrijgekomen lokalen werden een tijdlang ingenomen door de administratie van de Stedelijke Technische Dienst. In 2009 werd de gebouwen aangeduid als vastgesteld bouwkundig erfgoed.
In 2015 sloot het lokale kantoor van het Ministerie van Financiën zijn deuren en eind 2018 verhuisde het vredegerecht van de Grote Markt naar lokaal dienstencentrum Allegro. Daarna stonden de gebouwen leeg.

## ELG De Piramide
Het eerstelijnsgezondheidszorgcentrum De Piramide vzw nam in 2020 zijn intrek op de Grote Markt. Het is opgericht in 2016 en was eerst gevestigd op het Vander Merschplein te Menen. Het adres aan de Grote Markt kreeg zo weer een bestemming voor de gezondheidszorg. Er werken verschillende disciplines onder hetzelfde dak en het zorgteam gaat net als de Zwarte Zusters ook bij de mensen thuis langs.